# Cuộc đua xe đạp tranh Cúp truyền hình Thành phố Hồ Chí Minh 2021
Cuộc đua xe đạp toàn quốc tranh Cúp truyền hình Thành phố Hồ Chí Minh 2021 là giải đấu lần thứ 33 của Cuộc đua xe đạp toàn quốc tranh Cúp truyền hình Thành phố Hồ Chí Minh do Ban Thể dục - Thể thao, Đài Truyền hình Thành phố Hồ Chí Minh và Tổng cục Thể dục thể thao Việt Nam phối hợp tổ chức, diễn ra từ ngày 6 tháng 4 đến ngày 30 tháng 4 năm 2021. Cuộc đua lần này gồm 22 chặng với tổng lộ trình 2313 km, bắt đầu từ Cao Bằng và kết thúc tại Hội trường Thống Nhất, Thành phố Hồ Chí Minh. Tổng cộng có 14 đội đua trên cả nước tham gia cuộc đua lần này, đồng thời có sự tham gia của tuyển trẻ Việt Nam nhằm chuẩn bị cho Đại hội Thể thao Đông Nam Á 2021.
| Giải thưởng         | Tiền thưởng      |
| Từng chặng          | Từng chặng       |
| ------------------- | ---------------- |
| Về nhất             | 20.000.000 đồng  |
| Đồng đội            | 3.000.000 đồng   |
| Chung cuộc          |                  |
| Áo vàng             | 200.000.000 đồng |
| Áo đỏ               | 50.000.000 đồng  |
| Áo xanh             | 50.000.000 đồng  |
| Áo trắng            | 30.000.000 đồng  |
| Đồng đội chung cuộc | 100.000.000 đồng |
| Đội phong cách      | 20.000.000 đồng  |
| Đội ấn tượng        | 10.000.000 đồng  |

## Danh sách tham dự

### Đội đua xe đạp
Cuộc đua lần thứ 33 quy tụ các đội đua:
- Vinama Thành phố Hồ Chí Minh (VIN)
- Thành phố Hồ Chí Minh New Group (HCM)
- Tập đoàn Lộc Trời An Giang (TLT)
- Gạo Hạt Ngọc Trời An Giang (GNT)
- Dược Domesco Đồng Tháp (DDT)
- Dopagan Đồng Tháp (DPG)
- Bikelife Đồng Nai (BĐN)
- Ynghua Đồng Nai (YĐN)
- Quân khu 7 (QK7)
- Quân Đội (QĐI)
- Hà Nội (HAN)
- 620 Châu Thới-Vĩnh Long (CVL)
- Nhựa Bình Minh Bình Dương (NBM)
- Đội tuyển xe đạp trẻ Quốc gia Việt Nam (TRE)
- Cần Thơ (CTH)

### Vận động viên[3]
| Danh sách vận động viên (theo thứ tự số đeo) | Danh sách vận động viên (theo thứ tự số đeo) | Danh sách vận động viên (theo thứ tự số đeo) |
| Số đeo                                       | Họ và tên (năm sinh)                         | Đội đua xe đạp                               |
| -------------------------------------------- | -------------------------------------------- | -------------------------------------------- |
| 1                                            | Nguyễn Trường Tài (1988)                     | Vinama Thành phố Hồ Chí Minh (VIN)           |
| 2                                            | Trần Thanh Điền (1996)                       | Vinama Thành phố Hồ Chí Minh (VIN)           |
| 3                                            | Nguyễn Minh Việt (1997)                      | Vinama Thành phố Hồ Chí Minh (VIN)           |
| 4                                            | Nguyễn Thắng (1994)                          | Vinama Thành phố Hồ Chí Minh (VIN)           |
| 5                                            | Nguyễn Tuấn Vũ (1999)                        | Vinama Thành phố Hồ Chí Minh (VIN)           |
| 6                                            | Nguyễn Dương Hồ Vũ (1999)                    | Vinama Thành phố Hồ Chí Minh (VIN)           |
| 7                                            | Javier Sarda Perez (1988)                    | Vinama Thành phố Hồ Chí Minh (VIN)           |
| 11                                           | Lê Nguyệt Minh (1992)                        | Thành phố Hồ Chí Minh New Group (HCM)        |
| 12                                           | Trần Thanh Nhanh (1993)                      | Thành phố Hồ Chí Minh New Group (HCM)        |
| 13                                           | Nguyễn Văn Bình (2002)                       | Thành phố Hồ Chí Minh New Group (HCM)        |
| 14                                           | Nguyễn Hữu Đức (1997)                        | Thành phố Hồ Chí Minh New Group (HCM)        |
| 15                                           | Ngô Minh Quân (2004)                         | Thành phố Hồ Chí Minh New Group (HCM)        |
| 16                                           | Phạm Minh Phương (2004)                      | Thành phố Hồ Chí Minh New Group (HCM)        |
| 17                                           | Nguyễn Trúc Xinh (1997)                      | Thành phố Hồ Chí Minh New Group (HCM)        |
| 21                                           | Huỳnh Thanh Tùng (1996)                      | Quân khu 7 (QK7)                             |
| 22                                           | Cao Trung Hiếu (2000)                        | Quân khu 7 (QK7)                             |
| 23                                           | Võ Minh Gia Bảo (2003)                       | Quân khu 7 (QK7)                             |
| 24                                           | Hà Văn Sơn (1999)                            | Quân khu 7 (QK7)                             |
| 25                                           | Nguyễn Văn Nhã (2004)                        | Quân khu 7 (QK7)                             |
| 26                                           | Phạm Lê Xuân Lộc (2005)                      | Quân khu 7 (QK7)                             |
| 27                                           | Diệp Thái Hoàng (2001)                       | Quân khu 7 (QK7)                             |
| 31                                           | Tống Thanh Tuyền (1997)                      | Quân đội (QĐI)                               |
| 32                                           | Nguyễn Hữu Nghĩa (2004)                      | Quân đội (QĐI)                               |
| 33                                           | Huỳnh Nguyễn Đăng Khoa (2005)                | Quân đội (QĐI)                               |
| 34                                           | Nguyễn Hữu Thành (2000)                      | Quân đội (QĐI)                               |
| 35                                           | Nguyễn Huỳnh Lân (2003)                      | Quân đội (QĐI)                               |
| 36                                           | Đặng Hoàng Linh (2003)                       | Quân đội (QĐI)                               |
| 37                                           | Nguyễn Thế Khải (2004)                       | Quân đội (QĐI)                               |
| 41                                           | Loïc Desriac (1989)                          | Bikelife Đồng Nai (BĐN)                      |
| 42                                           | Nguyễn Tấn Phúc (2002)                       | Bikelife Đồng Nai (BĐN)                      |
| 43                                           | Nguyễn Hướng (2000)                          | Bikelife Đồng Nai (BĐN)                      |
| 44                                           | Trần Lê Minh Tuấn (1994)                     | Bikelife Đồng Nai (BĐN)                      |
| 45                                           | Nguyễn Văn Đức (1992)                        | Bikelife Đồng Nai (BĐN)                      |
| 46                                           | Nguyễn Phạm Quốc Khang (1996)                | Bikelife Đồng Nai (BĐN)                      |
| 47                                           | Nguyễn Hoàng Sang (1993)                     | Bikelife Đồng Nai (BĐN)                      |
| 51                                           | Phước Minh Hòa (1996)                        | Ynghua Đồng Nai (YĐN)                        |
| 52                                           | Trần Minh Thông (1985)                       | Ynghua Đồng Nai (YĐN)                        |
| 53                                           | Lê Hữu Phước (1995)                          | Ynghua Đồng Nai (YĐN)                        |
| 54                                           | Nguyễn Duy Khánh (1996)                      | Ynghua Đồng Nai (YĐN)                        |
| 55                                           | Huỳnh Nhựt Hòa (2000)                        | Ynghua Đồng Nai (YĐN)                        |
| 56                                           | Nguyễn Văn Hiếu (2005)                       | Ynghua Đồng Nai (YĐN)                        |
| 57                                           | Phan Công Hậu (2004)                         | Ynghua Đồng Nai (YĐN)                        |
| 61                                           | Nguyễn Minh Thiện (1998)                     | 620 Châu Thới Vĩnh Long (CVL)                |
| 62                                           | Hồ Hoàng Sơn (1992)                          | 620 Châu Thới Vĩnh Long (CVL)                |
| 63                                           | Võ Thành An (2000)                           | 620 Châu Thới Vĩnh Long (CVL)                |
| 64                                           | Thái Ngọc Hải (2002)                         | 620 Châu Thới Vĩnh Long (CVL)                |
| 65                                           | Phan Thanh Tấn Tài (2000)                    | 620 Châu Thới Vĩnh Long (CVL)                |
| 66                                           | Trần Khánh Duy (2004)                        | 620 Châu Thới Vĩnh Long (CVL)                |
| 67                                           | Đặng Văn Bảo Anh (2002)                      | 620 Châu Thới Vĩnh Long (CVL)                |
| 71                                           | Hà Kiều Tấn Đại (2000)                       | Nhựa Bình Minh Bình Dương (NBD)              |
| 72                                           | Trần Anh Tuấn (2001)                         | Nhựa Bình Minh Bình Dương (NBD)              |
| 73                                           | Lê Quốc Thái (2004)                          | Nhựa Bình Minh Bình Dương (NBD)              |
| 74                                           | Nguyễn Phước Lộc (2002)                      | Nhựa Bình Minh Bình Dương (NBD)              |
| 75                                           | Lê Ngô Gia Thịnh (2002)                      | Nhựa Bình Minh Bình Dương (NBD)              |
| 76                                           | Nguyễn Trần Công Tình (2006)                 | Nhựa Bình Minh Bình Dương (NBD)              |
| 77                                           | Trần Thanh Quang (2003)                      | Nhựa Bình Minh Bình Dương (NBD)              |
| 81                                           | Tăng Quý Trọng (2002)                        | Tập đoàn Lộc Trời An Giang (TLT)             |
| 82                                           | Trịnh Đức Tâm (1992)                         | Tập đoàn Lộc Trời An Giang (TLT)             |
| 83                                           | Lê Ngọc Sơn (1991)                           | Tập đoàn Lộc Trời An Giang (TLT)             |
| 84                                           | Hồ Ngọc Chánh (2003)                         | Tập đoàn Lộc Trời An Giang (TLT)             |
| 85                                           | Nguyễn Hoàng Giang (1997)                    | Tập đoàn Lộc Trời An Giang (TLT)             |
| 86                                           | Nguyễn Huỳnh Đăng Khoa (1999)                | Tập đoàn Lộc Trời An Giang (TLT)             |
| 87                                           | Nguyễn Hoàng Ngọc Linh (2000)                | Tập đoàn Lộc Trời An Giang (TLT)             |
| 91                                           | Nguyễn Tấn Hoài (1992)                       | Dược Domesco Đồng Tháp (DĐT)                 |
| 92                                           | Phan Hoàng Thái (1998)                       | Dược Domesco Đồng Tháp (DĐT)                 |
| 93                                           | Trần Nguyễn Minh Trí (1994)                  | Dược Domesco Đồng Tháp (DĐT)                 |
| 94                                           | Nguyễn Nhật Nam (1997)                       | Dược Domesco Đồng Tháp (DĐT)                 |
| 95                                           | Phạm Quốc Cường (1994)                       | Dược Domesco Đồng Tháp (DĐT)                 |
| 96                                           | Nguyễn Quốc Bảo (1999)                       | Dược Domesco Đồng Tháp (DĐT)                 |
| 97                                           | Lê Hải Đăng (2003)                           | Dược Domesco Đồng Tháp (DĐT)                 |
| 101                                          | Trần Tuấn Kiệt (2000)                        | Dopagan Đồng Tháp (DPG)                      |
| 102                                          | Trương Trường An (2002)                      | Dopagan Đồng Tháp (DPG)                      |
| 103                                          | Đoàn Thanh Phúc (2003)                       | Dopagan Đồng Tháp (DPG)                      |
| 104                                          | Lê Văn Quí (2002)                            | Dopagan Đồng Tháp (DPG)                      |
| 105                                          | Nguyễn Lâm (2001)                            | Dopagan Đồng Tháp (DPG)                      |
| 106                                          | Đỗ Văn Tường (2004)                          | Dopagan Đồng Tháp (DPG)                      |
| 107                                          | Nguyễn Minh Kha (2004)                       | Dopagan Đồng Tháp (DPG)                      |
| 111                                          | Lường Văn Sinh (1997)                        | Hà Nội (HAN)                                 |
| 112                                          | Nguyễn Văn Dương (1997)                      | Hà Nội (HAN)                                 |
| 113                                          | Ngô Văn Phương (1998)                        | Hà Nội (HAN)                                 |
| 114                                          | Quàng Văn Cường (1997)                       | Hà Nội (HAN)                                 |
| 115                                          | Bằng Văn Toàn (2003)                         | Hà Nội (HAN)                                 |
| 116                                          | Hoàng Văn Đông (2003)                        | Hà Nội (HAN)                                 |
| 117                                          | Đỗ Ngọc Hải (2004)                           | Hà Nội (HAN)                                 |
| 121                                          | Trần Minh Thanh (2004)                       | Gạo Hạt Ngọc Trời An Giang (GAG)             |
| 122                                          | Nguyễn Phước Thành (2003)                    | Gạo Hạt Ngọc Trời An Giang (GAG)             |
| 123                                          | Phạm Quốc Thiện (2004)                       | Gạo Hạt Ngọc Trời An Giang (GAG)             |
| 124                                          | Nguyễn Minh Tân (2004)                       | Gạo Hạt Ngọc Trời An Giang (GAG)             |
| 131                                          | Phan Công Hiếu (2003)                        | Đội tuyển xe đạp trẻ Quốc gia Việt Nam (TRE) |
| 132                                          | Đặng Thành Được (2004)                       | Đội tuyển xe đạp trẻ Quốc gia Việt Nam (TRE) |
| 133                                          | Nguyễn Tấn Phúc (2003)                       | Đội tuyển xe đạp trẻ Quốc gia Việt Nam (TRE) |
| 134                                          | Đỗ Khánh Duy (2002)                          | Đội tuyển xe đạp trẻ Quốc gia Việt Nam (TRE) |
| 135                                          | Nguyễn Thanh Long (2002)                     | Đội tuyển xe đạp trẻ Quốc gia Việt Nam (TRE) |
| 136                                          | Nguyễn Nhựt Phát (2001)                      | Đội tuyển xe đạp trẻ Quốc gia Việt Nam (TRE) |
| 141                                          | Phan Tuấn Vũ (1997)                          | Cần Thơ (CTH)                                |
| 142                                          | Huỳnh Đức Huy (2003)                         | Cần Thơ (CTH)                                |
| 143                                          | Lý Văn Chí Cường (2001)                      | Cần Thơ (CTH)                                |
| 144                                          | Trần Vương Lộc (2003)                        | Cần Thơ (CTH)                                |
| 145                                          | Phạm Công Trứ (2002)                         | Cần Thơ (CTH)                                |

## Lộ trình và kết quả từng chặng
| Chặng | Ngày       | Đoạn đường                                                | Cự ly              | Kết quả                      | Kết quả                      | Kết quả                      |
| Chặng | Ngày       | Đoạn đường                                                | Cự ly              | Nhất                         | Nhì                          | Ba                           |
| ----- | ---------- | --------------------------------------------------------- | ------------------ | ---------------------------- | ---------------------------- | ---------------------------- |
| 1     | 6 tháng 4  | Vòng quanh thành phố Cao Bằng                             | 45 km              | Lê Nguyệt Minh (HCM)         | Nguyễn Tấn Hoài (DĐT)        | Huỳnh Thanh Tùng (QK7)       |
| 2     | 7 tháng 4  | Cao Bằnghh đi Lạng Sơn                                    | 130 km             | Loic Desriac (BĐN)           | Nguyễn Tấn Hoài (DĐT)        | Trần Minh Thanh (GNT)        |
| 3     | 8 tháng 4  | Vòng đua thành phố Lạng Sơn                               | 40 km              | Javier Sarda Perez (VIN)     | Lê Nguyệt Minh (HCM)         | Nguyễn Dương Hồ Vũ (VIN)     |
| 4     | 9 tháng 4  | Lạng Sơn đi Hà Nội                                        | 145 km             | Nguyễn Tấn Hoài (DĐT)        | Trần Tuấn Kiệt (DPG)         | Huỳnh Thanh Tùng (QK7)       |
| 5     | 10 tháng 4 | Vòng quanh hồ Hoàn Kiếm (Hà Nội)                          | 42,5 km            | Loic Desriac (BĐN)           | Nguyễn Dương Hồ Vũ (VIN)     | Nguyễn Trường Tài (VIN)      |
| 6     | 11 tháng 4 | Hà Nội đi Thanh Hóa                                       | 160 km             | Phan Tuấn Vũ (CTH)           | Nguyễn Văn Hiếu (YĐN)        | Nguyễn Lâm (DPG)             |
| 7     | 12 tháng 4 | Thanh Hóa đi Nghệ An                                      | 140 km             | Trần Tuấn Kiệt (DPG)         | Lê Nguyệt Minh (HCM)         | Nguyễn Tấn Hoài (DĐT)        |
| —     | 13 tháng 4 | Nghỉ tại Nghệ An                                          | Nghỉ tại Nghệ An   | Nghỉ tại Nghệ An             | Nghỉ tại Nghệ An             | Nghỉ tại Nghệ An             |
| 8     | 14 tháng 4 | Đua đồng đội tính giờ tại thị xã Cửa Lò (Nghệ An)         | 39 km              | Bikelife Đồng Nai (BĐN)      | TP. Hồ Chí Minh Vinama (VIN) | Dược Domesco Đồng Tháp (DĐT) |
| 9     | 15 tháng 4 | Nghệ An đi Quảng Bình                                     | 199 km             | Nguyễn Tấn Hoài (DĐT)        | Trần Tuấn Kiệt (DPG)         | Lê Nguyệt Minh (HCM)         |
| 10    | 16 tháng 4 | Quảng Bình đi Huế                                         | 160 km             | Nguyễn Trường Tài (VIN)      | Lê Nguyệt Minh (HCM)         | Nguyễn Tấn Hoài (DĐT)        |
| 11    | 17 tháng 4 | Vòng quanh Tràng Tiền - Phú Xuân (Huế)                    | 42 km              | Nguyễn Trúc Xinh (HCM)       | Võ Thành An (CVL)            | Hà Kiều Tấn Đại (NBM)        |
| 12    | 18 tháng 4 | Huế đi Đà Nẵng (đèo Hải Vân)                              | 123 km             | Nguyễn Tấn Hoài (DĐT)        | Nguyễn Trường Tài (VIN)      | Lê Ngọc Sơn (TLT)            |
| 13    | 19 tháng 4 | Đà Nẵng đi Hội An (Quảng Nam)                             | 90 km              | Nguyễn Văn Nhã (QK7)         | Phước Minh Hòa (YĐN)         | Phạm Lê Xuân Lộc (QK7)       |
| 14    | 20 tháng 4 | Đua cá nhân tính giờ tại Tam Kỳ (Quảng Nam)               | 7 km               | Loic Desriac (BĐN)           | Nguyễn Tuấn Vũ (VIN)         | Javier Sarda Perez (VIN)     |
| —     | 21 tháng 4 | Nghỉ tại Hội An                                           | Nghỉ tại Hội An    | Nghỉ tại Hội An              | Nghỉ tại Hội An              | Nghỉ tại Hội An              |
| 15    | 22 tháng 4 | Quảng Nam đi Quy Nhơn (Bình Định)                         | 180 km             | Võ Minh Gia Bảo (QK7)        | Huỳnh Thanh Tùng (QK7)       | Trịnh Đức Tâm (TLT)          |
| 16    | 23 tháng 4 | Quy Nhơn đi Phú Yên                                       | 110 km             | Trịnh Đức Tâm (TLT)          | Huỳnh Thanh Tùng (QK7)       | Nguyễn Phạm Quốc Khang (BĐN) |
| 17    | 24 tháng 4 | Phú Yên đi Nha Trang (Khánh Hòa, đèo Cả)                  | 150 km             | Lê Nguyệt Minh (HCM)         | Nguyễn Tấn Hoài (DĐT)        | Trịnh Đức Tâm (TLT)          |
| 18    | 25 tháng 4 | Nha Trang đi Phan Rang (Ninh Thuận, đèo Vĩnh Hy)          | 135 km             | Nguyễn Huỳnh Đăng Khoa (TLT) | Nguyễn Minh Thiện (CVL)      | Trần Thanh Điền (VIN)        |
| —     | 26 tháng 4 | Nghỉ tại Phan Rang                                        | Nghỉ tại Phan Rang | Nghỉ tại Phan Rang           | Nghỉ tại Phan Rang           | Nghỉ tại Phan Rang           |
| 19    | 27 tháng 4 | Phan Rang đi Đà Lạt (Lâm Đồng, đèo Ngoạn Mục - đèo Prenn) | 123 km             | Loic Desriac (BĐN)           | Nguyễn Hoàng Giang (TLT)     | Võ Thành An (CVL)            |
| 20    | 28 tháng 4 | Vòng đua hồ Xuân Hương (Đà Lạt)                           | 51 km              | Nguyễn Tấn Hoài (DĐT)        | Lê Nguyệt Minh (HCM)         | Trịnh Đức Tâm (TLT)          |
| 21    | 29 tháng 4 | Đà Lạt đi Bảo Lộc                                         | 110 km             | Nguyễn Minh Thiện (CVL)      | Javier Sarda Perez (VIN)     | Nguyễn Tấn Hoài (DĐT)        |
| 22    | 30 tháng 4 | Bảo Lộc đi Thành phố Hồ Chí Minh                          | 163 km             | Nguyễn Minh Thiện (CVL)      | Nguyễn Hữu Thành (QĐI)       | Huỳnh Thanh Tùng (QK7)       |

## Giải thưởng chung cuộc
|                 | Nhất                     | Nhì                          | Ba                       |
| --------------- | ------------------------ | ---------------------------- | ------------------------ |
| Áo vàng         | Loïc Desriac (BĐN)       | Javier Sarda Perez (VIN)     | Nguyễn Hoàng Sang (BĐN)  |
| Áo xanh         | Nguyễn Tấn Hoài (DĐT)    | Lê Nguyệt Minh (HCM)         | Trịnh Đức Tâm (TLT)      |
| Áo chấm đỏ      | Javier Sarda Perez (VIN) | Nguyễn Phạm Quốc Khang (BĐN) | Nguyễn Hoàng Giang (TLT) |
| Áo trắng        | Lê Hải Đăng (DĐT)        | Tăng Quý Trọng (TLT)         | Võ Minh Gia Bảo (QK7)    |
| Giải đồng đội   | Bikelife Đồng Nai        | Vinama TP.HCM                | Dược Domesco Đồng Tháp   |
| Giải phong cách | Dược Domesco Đồng Tháp   | Dược Domesco Đồng Tháp       | Dược Domesco Đồng Tháp   |
| Giải ấn tượng   | Quân Khu 7               | Quân Khu 7                   | Quân Khu 7               |

## Nhãn hàng tài trợ độc quyền
Tôn Đông Á